# Chionea araneoides
Chionea araneoides là một loài ruồi trong họ Limoniidae. Chúng phân bố ở miền Cổ bắc.